# Ernest Llewellyn Woodward
Sir Ernest Llewellyn Woodward (* 14. Mai 1890 in London; † 11. März 1971 in Oxford), oftmals auch E. L. Woodward, war ein britischer Historiker, dessen Forschungsschwerpunkt im Bereich der internationalen Beziehungen des 19. und 20. Jahrhunderts lag.

## Karriere
Von 1944 bis 1947 lehrte er an der Universität Oxford. Er arbeitete am privaten Forschungsinstitut Institute for Advanced Study von 1951 bis 1960 und war als Emeritus von 1961 bis 1971 dort beschäftigt.
Woodward gehörte zu den Herausgebern der Quellenedition Documents on British Foreign Policy, 1919–1939, die die britische Politik der Zwischenkriegszeit behandelt. Aus seiner Feder stammt auch Band 13 der Oxford History of England, der unter dem Titel The Age of Reform die Zeit von 1815 bis 1870 umfasst.